# Герцог Германтский
Герцог Германтский (фр. Basin de Guermantes) — один из центральных персонажей цикла романов Марселя Пруста «В поисках утраченного времени» (далее — «Поиски»).

## Герцог Германтская в «Поисках»
Базен, XII герцог Германтский и XVII князь Кондомский, старший сын XI герцога Германтского, до смерти своего отца — принц де Лом; муж и двоюродный брат Орианы, старший брат барона де Шарлю, двоюродный брат принца Германтского, племянник маркизы де Вильпаризи и дядя маркиза де Сен-Лу. Владелец родового замка в окрестностях Комбре и большого особняка в Сен-Жерменском предместье, часть помещений которого сдаёт квартирантам и арендаторам. Герцог Германтский имел женатого сына и дочь, на которой, как считали в семействе маркиза де Говожо, предполагал жениться его племянник Сен-Лу, но тот уверял Рассказчика, что «это всего лишь одна из светских сплетен». В финале «Поисков», на приёме у принца Германтского (в 1919 или 1920 году), герцогу 83 года.
В те времена, когда Базен был ещё принцем де Лом, он был приятелем Шарля Свана, который, получив анонимное письмо о любовных связях Одетты и рассматривая Базена в числе возможных его авторов, считал, что тот «нравственно чистоплотен и прям… человек по натуре холодный, но зато не способный ни на подлость, ни на подвиг». В те же годы бабушка Рассказчика, встретив однажды Базена де Лом у своей приятельницы маркизы де Вильпаризи, говорила о нём дома: «Ах, доченька, до чего же он зауряден!». Много лет спустя, когда семья Рассказчика поселилась (в качестве квартирантов) во флигеле особняка Германтов, уже сам Марсель описывает герцога Германтского:

«Сказочно богатый и живший в том мире, где богачей становится всё меньше и меньше, привыкший к мысли, что он владелец громадного состояния, он сочетал в себе тщеславие важного барина и тщеславие человека денежного, но утончённое воспитание, полученное барином, ставило границы тщеславию денежного человека. Всё же при взгляде на него становилось ясно, что своим успехом у женщин, стоившим таких страданий его жене, он был обязан не только своему имени и состоянию, — он был ещё очень красив, и профиль его своей чистотой, смелостью очертаний напоминал профиль греческого бога».
Базен был прекрасным помощником жены «по части поддержания полного порядка в её салоне (и поддержании репутации Орианы как женщины остроумной, ибо главной приманкой являлось именно её остроумие)». Но герцог не любил её, «как все „зазнайки“, он не выносил, когда его перебивали, дома он был с женой груб». Кроме того, он был крайне любвеобилен, и все его любовницы получали доступ в элитарный салон его жены. Однако, в отличие от Орианы, образ которой теряет свою привлекательность и мельчает по мере развёртывания сюжета «Поисков», герцог Германтский — «натура цельная, отчетливо ограниченная рамками своего титула, положения в свете, своих удовольствий, денег и эгоизма. Он не делает вид, будто исповедует какую-то иную мораль, отличную от той, которая ему необходима, чтобы чувствовать себя в своей тарелке».
Неприкрытый эгоизм герцога Германтского порой превращает его в комического персонажа. Таковы смехотворные уловки, к которым он прибегает, чтобы обезопасить себя от семейного траура ради посещения костюмированного бала. Когда Базену, собирающемуся на бал, внезапно сообщают, что его кузен Аманьен д’Осмон при смерти и с минуты на минуту может скончаться, герцог находит способ предотвратить беду: его план состоит в том, чтобы успеть послать за новостями ещё до смерти родственника, а стало быть, до вынужденного траура. Но в последний момент именитые родственницы лично извещают его о кончине д’Осмона. Герцог растерялся, но «тут же овладел собой и сказал родственницам фразу, которой дал понять о своем решении не лишать себя удовольствия и одновременно доказал, что не понимает смысла некоторых слов: „Скончался? Да нет, это преувеличено, это преувеличено!“».
К финалу «Поисков» герцог, «давно уже смиривший свои страсти по причине преклонного возраста, но оставаясь по-прежнему крепким», влюбился в Одетту и «связь эта приобрела такие масштабы, что старик, пытаясь в этой последней любви подражать собственным манерам многолетней давности, сделал любовницу чуть ли не своей пленницей». В глазах Рассказчика, встретившего его на приёме у принца Германтского, 83-летний герцог предстает фигурой, едва ли не самой значительной среди всех присутствующих: «Теперь это была всего лишь развалина, но развалина величественная, а может, и не просто развалина, но нечто прекрасно-романтическое, — такой выглядит скала в бурю. Жестоко исхлестанное волнами страданий, гнева, подступающей линией смертельного прилива, его лицо, изъеденное и ноздреватое, словно каменная глыба, все же не утратило своего стиля, своей изысканности, какой я всегда восхищался; оно было источено, подобно тем прекрасным античным головкам, поврежденным временем, которыми мы тем не менее с гордостью украшаем свои кабинеты».
Образ герцога Германтского предвосхищён в характерных чертах герцога де Ревейона (по имени реально существовавших герцогов) из раннего незавершенного романа Пруста «Жак Сантёй» (1896—1899), а также в фигуре графа Анри де Германта из романных глав литературно-критического произведения «Против Сент-Бёва»(1908—1909), последнего незавершенного эскиза к «Поискам».

## В экранизациях
- Жак Буде — «Любовь Свана» Фолькера Шлёндорфа (1984).
- Жан-Клод Жей — «Обретённое время» Рауля Руиса (1999).
- Бернар Фарси — «В поисках утраченного времени» Нины Компанеец (2011).